# Santa Monica (canção)
"Santa Monica" é uma canção do álbum de estreia da banda australiana Savage Garden, lançada como quinto single do disco exclusivamente no Japão, em 1998.

## Música
Escrita pelo vocalista Darren Hayes, a canção é uma ode à cidade de mesmo nome, na Califórnia, Estados Unidos, falando de suas observações e experiências. 
No refrão da música, há uma referência ao escritor americano Norman Mailer.

## Lançamento
O single saiu em Novembro de 1998, como quinto single da banda no Japão. Em outras partes do mundo, outras canções foram usadas como quinto lançamento da dupla.
A faixa também consta como b-side do single australiano de "To the Moon and Back", lançado em 1997. Um remix da música também está incluído no single de "The Animal Song", lançado em 1999.
O videoclipe da faixa, usado para promoção do single no Japão na época do lançamento, foi gravado ao vivo no Hard Rock Cafe.

### CD Single
1. "Santa Monica" (album version)
2. "Santa Monica" (bittersweet mix)
3. "Santa Monica" (live version)

## Ligações Externas
- Santa Monica na rádio UOL